# Сан Квирино (Порденоне)
Сан Квирино (итал. San Quirino) је насеље у Италији у округу Порденоне, региону Фурланија-Јулијска крајина.
Према процени из 2011. у насељу је живело 2199 становника. Насеље се налази на надморској висини од 111 м.

## Становништво
Према резултатима пописа становништва 2011. у општини је живело 4.274 становника.
| 1936. | 1951. | 1961. | 1971. | 1981. | 1991. | 2001. | 2011. |
| ----- | ----- | ----- | ----- | ----- | ----- | ----- | ----- |
| 2.864 | 3.046 | 3.252 | 3.441 | 3.867 | 3.809 | 3.816 | 4.274 |